# Tweede Kamerverkiezingen 2021/Lijsttrekkersdebatten
Hieronder staat een overzicht van lijsttrekkersdebatten die gehouden zijn in de aanloop naar de Tweede Kamerverkiezingen van 2021.
| Verkiezingsdebatten | Verkiezingsdebatten                        | Verkiezingsdebatten | Verkiezingsdebatten | Verkiezingsdebatten | Verkiezingsdebatten | Verkiezingsdebatten | Verkiezingsdebatten | Verkiezingsdebatten | Verkiezingsdebatten | Verkiezingsdebatten | Verkiezingsdebatten | Verkiezingsdebatten | Verkiezingsdebatten | Verkiezingsdebatten | Verkiezingsdebatten | Verkiezingsdebatten |
| Datum               | Organisator                                | Rutte               | Wilders             | Hoekstra            | Kaag                | Klaver              | Marijnissen         | Ploumen             | Segers              | Ouwehand            | Den Haan            | Van der Staaij      | Azarkan             | Baudet              | Eerdmans            |                     |
|                     |                                            | VVD                 | PVV                 | CDA                 | D66                 | GL                  | SP                  | PvdA                | CU                  | PvdD                | 50+                 | SGP                 | DENK                | FVD                 | JA21                |                     |
| ------------------- | ------------------------------------------ | ------------------- | ------------------- | ------------------- | ------------------- | ------------------- | ------------------- | ------------------- | ------------------- | ------------------- | ------------------- | ------------------- | ------------------- | ------------------- | ------------------- | ------------------- |
| 8 februari          | Noordelijk Samenwerkingsverband            | Ja · (Hermans)      | Ja                  | Ja · (Omtzigt)      | Ja · (Jetten)       | Ja                  | Ja                  | Ja                  | Ja                  | Nee                 | Nee                 | Nee                 | Nee                 | Nee                 | Nee                 |                     |
| 26 februari         | NOS Radio                                  | Ja                  | Ja                  | Ja                  | Ja                  | Ja                  | Ja                  | Ja                  | Ja                  | Ja                  | Ja                  | Ja                  | Ja                  | Ja                  | Nee                 |                     |
| 28 februari         | RTL Nieuws                                 | Ja                  | Ja                  | Ja                  | Ja                  | Ja                  | Ja                  | Nee                 | Nee                 | Nee                 | Nee                 | Nee                 | Nee                 | Nee                 | Nee                 |                     |
| 8 – 11 maart        | Pauw's Verkiezingsdebatten (NPO 1/BNNVARA) | Ja                  | Ja                  | Ja                  | Ja                  | Ja                  | Ja                  | Ja                  | Ja                  | Nee                 | Nee                 | Nee                 | Nee                 | Nee                 | Nee                 |                     |
| 9 maart             | Nederlands Dagblad (ND/NPO Politiek)       | Nee                 | Nee                 | Ja                  | Nee                 | Nee                 | Nee                 | Nee                 | Ja                  | Nee                 | Nee                 | Ja                  | Nee                 | Nee                 | Nee                 |                     |
| 13 maart            | Omroep Brabant, BN DeStem, ED, BD          | Ja                  | Ja                  | Ja                  | Ja                  | Ja                  | Ja                  | Ja                  | Nee                 | Nee                 | Nee                 | Nee                 | Nee                 | Nee                 | Nee                 |                     |
| 14 maart            | NOS Jeugdjournaal (NPO 3/NOS)              | Ja                  | Ja                  | Ja                  | Ja                  | Ja                  | Ja                  | Nee                 | Nee                 | Nee                 | Nee                 | Nee                 | Nee                 | Nee                 | Nee                 |                     |
| 15 maart            | EenVandaag (NPO 1/AVROTROS)                | Ja                  | Ja                  | Ja                  | Ja                  | Ja                  | Nee                 | Ja                  | Nee                 | Nee                 | Nee                 | Nee                 | Nee                 | Nee                 | Nee                 |                     |
| 16 maart            | NOS (debat kleine partijen)                | Nee                 | Nee                 | Nee                 | Nee                 | Nee                 | Nee                 | Nee                 | Nee                 | Ja                  | Ja                  | Ja                  | Ja                  | Nee                 | Ja                  |                     |
| 16 maart            | NOS (debat grote partijen)                 | Ja                  | Ja                  | Ja                  | Ja                  | Ja                  | Ja                  | Ja                  | Ja                  | Nee                 | Nee                 | Nee                 | Nee                 | Nee                 | Nee                 |                     |